# Refugi de Puigcercós
El Refugi de Puigcercós, és un refugi de muntanya que pertany a la UEC d'Horta i està situat a 800 metres d'altitud, al peu del Pic Comià, a la ribera dreta de la Riera de Merlès, aigües amunt del Cobert de Puigcercós, dins del terme municipal de les Lloses, a la comarca del Ripollès.
El refugi que es troba al punt d'unió de les comarques del Berguedà, el Ripollès i Osona, fou inaugurat el 29 de maig de 1974, ocupa l'antiga casa del Molí de la Farga. Es troba guardat tot l'any i té una capacitat de 26 places per a dormir. L'interior del refugi està equipat amb lliteres, matalassos, mantes, lavabos, dutxes, calefacció i telèfon, es té dret a cuinar o contractació d'àpats.
És punt de pas de la segona etapa del sender de Gran Recorregut GR 241 entre Cobert de Puigcercós i Sant Jaume de Frontanyà, que connecta amb el GR 4 de la Quart a Sant Romà de la Clusa i el PR 50 que puja a Puig Cornador. També serveix de base per fer excursions a peu i muntanyisme al Pic Comià (30 minuts), Ermita de Sant Esteve (35 minuts), Pont romà (30 minuts), Ermita la Moreta (1 hora), Boatella (1 hora), Puig Cornador (2 hores 30 minuts), Sant Jaume de Frontanyà (2 hores 50 minuts), Viladonja (1 hora 15 minuts), Matemala (1 hora 15 minuts), Borredà (1 hora 30 minuts), Castell de Palmerola (1 hora 30 minuts), Puig Miró (2 hores 10 minuts) i Santa Margarida (3 hores), entre d'altres.

## Accés
En cotxe per la carretera de Sant Quirze de Besora a Berga (BP-4654), fins a l'alçada del Cobert de Puigcercós (quilòmetre 22,2), d'on surt una pista forestal. S'ha de deixar el cotxe a l'aparcament que hi ha al costat de l'inici de la pista. Des d'aparcament fins al refugi, cal caminar 100 metres a peu per pista forestal.
En cotxe per la carretera de Berga a Ripoll (C-26), fins a l'Hostalet, d'on surt a la dreta una pista forestal en bones condicions que en 1,2 quilometres a peu ens durà fins al refugi.

## Història
L'estiu de l'any 1964, després que un socis de la UEC d'Horta veiessin les possibilitats que oferia el mas anomenat Molí de la Farga, la junta de l'entitat hortenca parlà amb el propietari dels terrenys, el senyor Francesc Puigcercòs, el qual els va arrendar el mas per a deu anys a la UEC d'Horta. Amb l'ajut econòmic dels socis de l'entitat es pogueren comprar lliteres i condicionar el mas per a poder funcionar com a refugi de muntanya.
Al final de 1973 la UEC d'Horta pogueren comprar el refugi i el terreny d'acampada Els Gorgs i el 29 de maig de 1974 es va fer la inauguració oficial del refugi.
Des de la signatura de la compra, el refugi ha passat per una transformació total, tant a dins de l'edifici com en el seu entorn. El renovat refugi de Puigcercós es va inaugurar el 20 de juliol de 2003.